# Вулька (гміна Вартковіце)
Вулька (пол. Wólka) — село в Польщі, у гміні Вартковиці Поддембицького повіту Лодзинського воєводства.
Населення — 140 осіб (2011).
У 1975-1998 роках село належало до Серадзького воєводства.

## Демографія
Демографічна структура станом на 31 березня 2011 року:
|          | Загалом | Допрацездатний вік | Працездатний вік | Постпрацездатний вік |
| -------- | ------- | ------------------ | ---------------- | -------------------- |
| Чоловіки | 68      | 10                 | 51               | 7                    |
| Жінки    | 72      | 16                 | 42               | 14                   |
| Разом    | 140     | 26                 | 93               | 21                   |